# Втрати батальйону «Спарта»
У статті наведено подробиці поіменних втрат батальйону «Спарта»,  збройного формування 1-го армійського корпусу окупаційних військ РФ на Донбасі.

## Війна на сході України
| п/п | Прізвище, ім'я, по-батькові                    | Звання, посада                 | Місце смерті                                                                         | Дата народження | Дата смерті |
| --- | ---------------------------------------------- | ------------------------------ | ------------------------------------------------------------------------------------ | --------------- | ----------- |
| 1.  | Дрожжин Іван Миколайович                       |                                | с. Миколаївка, Донецька область                                                      | 26.11.1983      | 01.07.2014  |
| 2.  | Скригунов Микола Альбертович                   |                                | с. Маринівка, Донецька область                                                       | 30.09.1974      | 17.07.2014  |
| 3.  | Кокарчев Олександр Іванович                    |                                | поблизу м. Міусинськ                                                                 | 28.08.1983      | 12.08.2014  |
| 4.  | Калюжний Юрій Олексійович-«Зелений»            |                                | Міжнародний аеропорт «Донецьк»                                                       | 08.10.1963      | 04.10.2014  |
| 5.  | Щеглов Геннадій Юрійович                       |                                | Міжнародний аеропорт «Донецьк»                                                       | 30.05.1989      | 06.10.2014  |
| 6.  | Білоскирський Олександр Богданович-"Череп"     |                                | Міжнародний аеропорт «Донецьк», вбитий побратимами за нібито алкоголізм на передовій | 16.01.1973      | 05.11.2014  |
| 7.  | Білозерцев Євген Олегович-«Акела»              |                                | Міжнародний аеропорт «Донецьк»                                                       | 03.01.1988      | 07.12.2014  |
| 8.  | Сардархан Бакташ Хомаюн-«Бак»                  |                                | Міжнародний аеропорт «Донецьк»                                                       | 05.05.1986      | 13.01.2015  |
| 9.  | Котов Олег Вікторович-«Голд»                   |                                | Міжнародний аеропорт «Донецьк»                                                       | 09.02.1988      | 15.01.2015  |
| 10. | Лукін Сергій Володимирович-«Патрік»            |                                | Міжнародний аеропорт «Донецьк»                                                       | 13.10.1987      | 16.01.2015  |
| 11. | Литвинов Сергій Володимирович                  |                                | Міжнародний аеропорт «Донецьк»                                                       | 22.01.1989      | 12.02.2015  |
| 12. | Латишев Віталій Вікторович                     |                                | Піски, Донецька область                                                              | 09.03.1975      | 13.02.2015  |
| 13. | Гущина Світлана Анатоліївна, медик             |                                | Міжнародний аеропорт «Донецьк»                                                       | 22.05.1968      | 14.02.2015  |
| 14. | Лук'янов Дмитро Євгенович («Хом'як»)           |                                | Піски, Донецька область                                                              | 07.08.1994      | 21.02.2015  |
| 15. | Мокрушин Сергій Костянтинович («Удмурт»)       |                                | Міжнародний аеропорт «Донецьк»                                                       | 14.02.1990      | 11.03.2015  |
| 16. | Бакулін Віталій Олександрович («Гусь»)         |                                | Піски, Донецька область                                                              | 14.02.1989      | 23.03.2015  |
| 17. | Рогов Олександр Миколайович («Морган»)         |                                | Піски, Донецька область                                                              | 10.02.1988      | 23.03.2015  |
| 18. | Барчуков Олександр Анатолійович («Нева»)       |                                | Міжнародний аеропорт «Донецьк»                                                       | 04.07.1979      | 25.03.2015  |
| 19. | Зелений Олександр Миколайович («Колян»)        |                                | поблизу с. Широкине                                                                  | 17.06.1994      | 09.05.2015  |
| 20. | Покровський В'ячеслав Сигізмундович («Дід»)    |                                | поблизу с. Широкине                                                                  | 13.04.1956      | 13.05.2015  |
| 21. | Жидов Димтро Володимирович («Муслім»)          | лейтенант                      | Спартак (Донецький район)                                                            | 10.05.1989      | 16.05.2015  |
| 22. | Міщенко Ярослав Вікторович («Нерест»)          |                                | с. Верхньошироківське                                                                | 04.03.1983      | 20.06.2015  |
| 23. | Русько Сергій Володимирович («Камаз/Найк»)     |                                | Міжнародний аеропорт «Донецьк»                                                       | 05.12.1976      | 20.06.2015  |
| 24. | Павлов Олександр Юрійович («Геолог»)           |                                | Широкине                                                                             | 27.03.1958      | 02.07.2015  |
| 25. | Стрихар Костянтин Вікторович                   |                                | Старомихайлівка                                                                      | 24.10.1985      | 25.07.2015  |
| 26. | Жемердей Вячеслав Валерійович                  |                                | Оленівка                                                                             | 25.06.1987      | 17.12.2015  |
| 27. | Бубкін Сергій Анатолійович («Мася»)            |                                | Донецьк                                                                              | 02.02.1989      | 04.03.2016  |
| 28. | Соломеїн Костянтин Миколайович («Сем»)         | розвідник-інженер              | Пікузи                                                                               | 07.08.1995      | 16.07.2016  |
| 29. | Гадлія Євген Аполлонович («Гога»)              | начальник охорони командира    | Донецьк                                                                              | 13.05.1981      | 16.10.2016  |
| 30. | Павлов Арсен Сергійович («Моторола»)           | полковник, командир батальйону | Донецьк                                                                              | 02.02.1983      | 16.10.2016  |
| 31. | Кузьков Євген Олексійович («Бардак»)           |                                | Новосибірськ, серце                                                                  | 03.02.1971      | 04.04.2017  |
| 32. | Короб Ярослав Миколайович                      |                                |                                                                                      | 11.12.1986      | 01.06.2017  |
| 33. | Слободянюк Анастасія Ігорівна («Білосніжка»)   |                                | Спартак (Донецький район)                                                            | 17.04.1991      | 19.10.2017  |
| 34. | Сушильников Антон Миколайович («Квадрик»)      | капітан                        | Донецьк                                                                              | 01.02.1987      | 04.02.2018  |
| 35. | Торопкін Євген Ігорович («Муха»)               |                                | Майорове                                                                             | 19.09.1991      | 02.03.2018  |
| 36. | Гогін Олексій Федорович («Льоха»)              | молодший сержант               |                                                                                      | 02.07.1976      | 17.03.2018  |
| 37. | Логвинов Павло Вікторович («Балтика»)          |                                |                                                                                      | 09.02.1983      | 01.04.2018  |
| 38. | Воронін Михайло Віталійович («Шрам»)           |                                | Єлизаветинська                                                                       | 03.03.1980      | 17.06.2018  |
| 39. | Довбня Максим Олександрович («Бармен»)         |                                |                                                                                      | 02.02.1990      | 20.06.2018  |
| 40. | Сорокін Сергій («Оскар/Рудий»)                 |                                | дтп                                                                                  | 09.05.1981      | 02.07.2018  |
| 41. | Бредіхін Олексій Леонідович                    |                                |                                                                                      | 30.07.1991      | 20.07.2018  |
| 42. | Пономарьов Анатолій Костянтинович («ДШБ/Змій») |                                | Саратов                                                                              | 29.03.1975      | 13.05.2019  |
| 43. | Шохін Валентин Володимирович («Кушум»)         |                                |                                                                                      | 01.03.1983      | 03.11.2019  |
| 44. | Філатов Юрій Миколайович («Чеширський кіт»)    |                                | Череповець                                                                           | 29.04.1969      | 12.11.2019  |
| 45. | Цурпалін Олександр Миколайович («Спритний»)    |                                |                                                                                      | 30.09.1985      | 30.12.2019  |
| 46. | Москалик Дмитро Сергійович («Москаль»)         |                                |                                                                                      | 15.07.1994      | 03.04.2020  |
| 47. | Димитренко Віктор Володимирович («Камарь»)     |                                |                                                                                      | 27.06.1977      | 13.07.2020  |
| 48. | Калига Володимир Олександрович («Колима»)      |                                | Краснодар                                                                            | 26.04.1971      | 13.08.2020  |
| 49. | Зубков Олександр Юрійович                      | старший матрос                 |                                                                                      | 07.03.1988      | 03.11.2021  |

## Російське вторгнення в Україну (2022)
|     | Прізвище, ім'я                              | звання, посада                          | Місце смерті                         | Дата народження | Дата смерті |
| --- | ------------------------------------------- | --------------------------------------- | ------------------------------------ | --------------- | ----------- |
| 1.  | Федоровський Олександр Олегович («Федя»)    |                                         |                                      | 28.05.1997      | 03.03.2022  |
| 2.  | Жога Володимир Артемович                    | полковник, командир батальону           | м. Волноваха                         | 26.05.1993      | 05.03.2022  |
| 3.  | Колосков Ігор («Колос»)                     | рядовий                                 | с. Валер'янівка (Волноваський район) |                 | 11.03.2022  |
| 4.  | Абдунабієв Мухаммадазим Абдумумінович       |                                         | поблизу м. Мар'їнка                  | 14.11.1985      | 03.04.2022  |
| 5.  | Агранович Сергій Володимирович              | майор, командир 2-ї розвідувальної роти | поблизу с. Новоселівка Друга         |                 | 20.04.2022  |
| 6.  | Солодун Денис Сергійович («Солдат»)         |                                         | Донбас                               | 05.09.1984      | 26.04.2022  |
| 7.  | Мутаєв Магомед Вахаєвич («Грозний»)         |                                         |                                      | 29.05.1985      | 22.05.2022  |
| 8.  | Кощій Дмитро Вадимрович                     |                                         | Ізюм                                 | 25.12.1987      | 29.07.2022  |
| 9.  | Уваров Лев Петрович («Казах»)               |                                         |                                      | 19.10.2000      | 11.08.2022  |
| 10. | Мороз Юрій Юрійович                         |                                         |                                      | 01.12.1991      | 06.10.2022  |
| 11. | Альошин Роман Юрійович («Ворон»)            |                                         |                                      |                 | 11.01.2023  |
| 12. | Волконський Дмитро Валентинович («Дракула») |                                         | Авдіївка                             | 13.07.1993      | 07.02.2023  |
| 13. | Антропов Дмитро Вікторович («Депас»)        | старший лейтенант                       |                                      | 26.11.1977      | 08.05.2023  |
| 14. | Обласов Олексій Вікторович («Писар»)        | інструктор в центрі БПЛА                |                                      | 25.08.1976      | 16.05.2023  |
| 15. | Пушкарьов Олександр Віталійович             | підполковник, начальник штабу           |                                      | 08.12.1985      | 08.07.2023  |

## Інтервенція Росії в Сирію
|    | Прізвище, ім'я                     | звання, посада  | Місце смерті | Дата народження | Дата смерті |
| -- | ---------------------------------- | --------------- | ------------ | --------------- | ----------- |
| 1. | Гарах Олександр Євгенович («Саїд») | 2 рота, 2 взвод |              | 19.05.1975      | 23.03.2020  |